# Jean-Marc Ferreri
Jean-Marc Ferreri (Charlieu, 1962. december 26. –) olasz származású francia labdarúgó-középpályás.